# Charles Kirkland
Charles Kirkland, detto Buff (Chester, 18 ottobre 1950), è un ex cestista statunitense, professionista in Europa.

## Carriera
È stato selezionato dai Milwaukee Bucks all'ottavo giro del Draft NBA 1972 (129ª scelta assoluta).

## Palmarès
- Campionato olandese: 4

Punch Delft: 1974-75
EBBC Den Bosch: 1978-79, 1979-80, 1980-81